# Costa Fortuna
O Costa Fortuna é um navio de cruzeiro, destinado a cruzeiros operado pela companhia italiana Costa Crociere. 
Entre abril de 2016 e maio de 2018, navegou exclusivamente pela Ásia, com roteiros a partir de Shangai, e outros portos da China.
Vendido para a Margaritaville at Sea, deixa a frota da Costa Cruzeiros em definitivo no mês de setembro de 2026.

## Construção e Renovações
O navio de carreira foi construído pelo estaleiro Fincantieri de Sestri Ponente, na região de Gênova, Itália.
Costa Fortuna conta com um sistema diesel-elétrico, constituído por seis motores diesel do tipo "Sulzer" com uma potência total de 63.360 kW  cada.
Entre novembro e dezembro de 2015, passou pela sua primeira grande renovação. Em estaleiro em Marselha, França, foi adaptado para servir ao mercado chinês. Na intervenção, perdeu características que eram marca registrada da embarcação, como as miniaturas da frota da Costa que ficavam no átrio principal. 

## Meio ambiente
Costa Fortuna, assim como todos os navios da "Costa Crociere S.p.A."  adota os padrões "R.I.N.A. Green Star"  que o colocam como "Clean Sea" e "Clean Air". Ele adotou rígidas especificações em suas operações com o objetivo de proteger o meio ambiente, mantendo o ar e o mar limpo. 

## Características e acomodações
A decoração do navio é inspirada nos antigos e famosos navios de cruzeiros italianos Rex (1922), Vulcania (1927), Conte di Savoia (1932), Michelangelo (1965), Neptunia (1922) e Raffaello (1965).
Os decks do navio, em número de dezoito, sendo quatorze acessados pelos passageiros homenageiam cidades portuárias ao redor do mundo. São lembradas, Las Palmas (ponte 14, a mais alta) aonde esta localizado o deck aberto; Funchal (ponte 13) aonde fica ao solarium e quadra de esportes; Cannes (ponte 11) aonde ficam o "Club Conte Grande 1927", e a pista para caminhadas; na ponte Barcellona (ponte 10) estão o "Lido Barcellona" e solarium.
O teatro "Rex 1922", com três níveis ocupa parte das pontes Buenos Aires (ponte 3), Santos (ponte 4) e Genova (ponte 5). Os restaurantes "Raffaello 1965" e "Michelangelo 1965" ocupam as pontes 3 e 4, o Cassino "Neptunia 1922" e o "Grand Bar Conte di Savoia 1932" ficam no piso Genova. 
As cabines estão localizadas nas pontes Rio de Janeiro (ponte 1), Miami (ponte 2), Lisbona (ponte 6), Caracas (ponte 7), Napoli (ponte 9), Barcellona (ponte 10) e Cannes (ponte 12).
O navio dispõe de quatro piscinas, quatro restaurantes, dezoito elevadores, os restaurantes são áreas de não fumantes.